# 이스트포인트 (노던 준주)

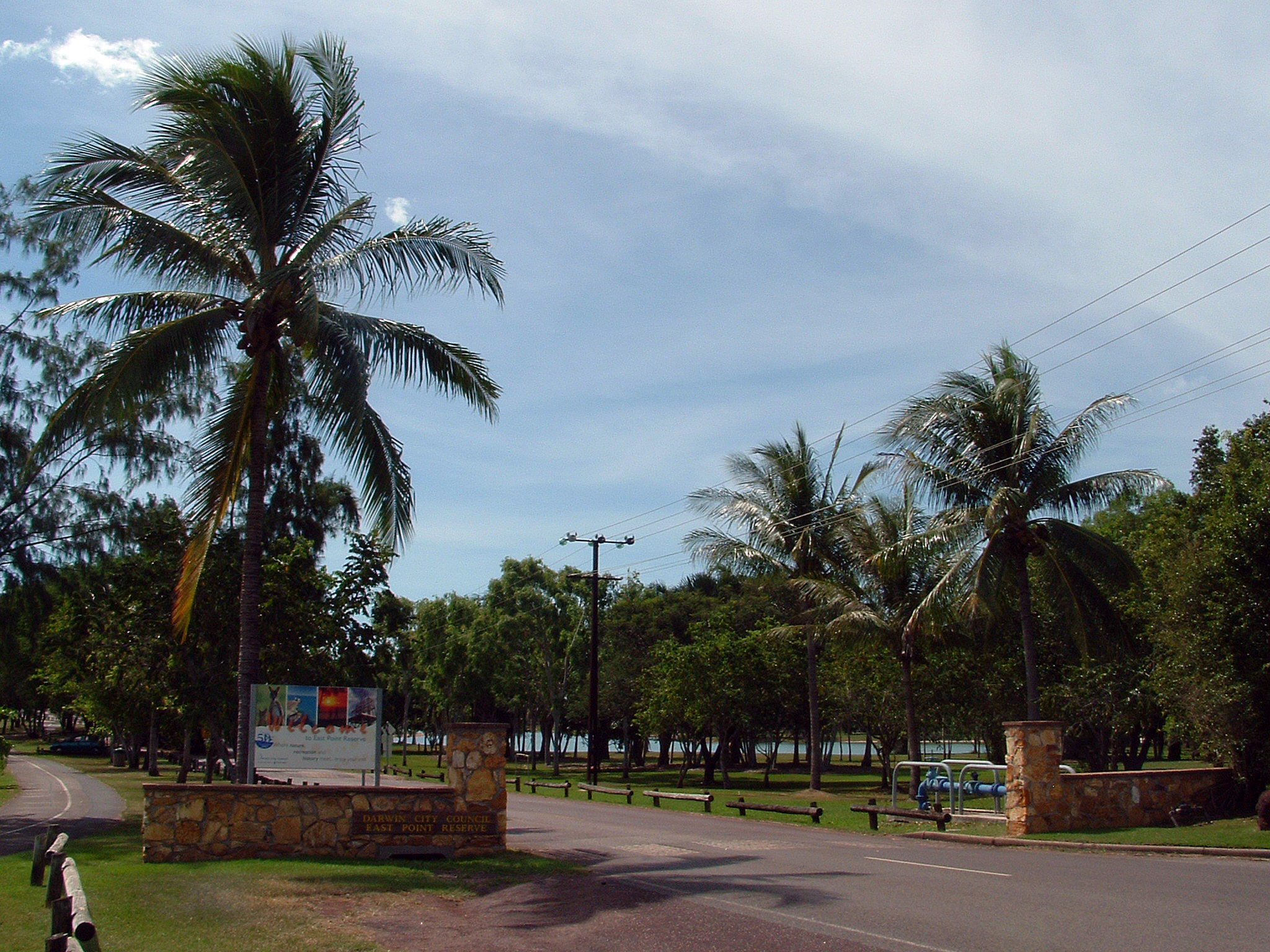
이스트포인트 입구

이스트포인트(영어: East Point)는 오스트레일리아 노던 준주 다윈의 한 마을이다.